# Cynoscion albus
Cynoscion albus är en fiskart som först beskrevs av Günther, 1864.  Cynoscion albus ingår i släktet Cynoscion och familjen havsgösfiskar. IUCN kategoriserar arten globalt som otillräckligt studerad. Inga underarter finns listade i Catalogue of Life.